# Cylindrotheristus tenuispiculum
Cylindrotheristus tenuispiculum är en rundmaskart som först beskrevs av E. Ditlevsen 1918.  Cylindrotheristus tenuispiculum ingår i släktet Cylindrotheristus och familjen Monhysteridae. Arten är reproducerande i Sverige. Inga underarter finns listade i Catalogue of Life.